# Élection présidentielle roumaine de 2025
L'élection présidentielle roumaine de 2025 a lieu les 4 et 18 mai 2025 afin d'élire le président de la Roumanie.
Le scrutin a lieu à la suite de l'invalidation de l'élection présidentielle de 2024 par la Cour constitutionnelle, qui fait état d'une fausse déclaration de compte de campagne de la part du candidat Călin Georgescu dans un contexte d'accusations d'ingérence russe en sa faveur. Devenu favori du scrutin de 2025, Călin Georgescu voit sa candidature invalidée au motif de trucage de ses comptes de campagne.
Le président sortant, Klaus Iohannis, dont le mandat est prorogé en conséquence, démissionne le 12 février, alors qu'il est menacé de destitution par le parlement. Le président du Sénat, Ilie Bolojan, assure donc l'intérim de la fonction présidentielle jusqu'à l’investiture du nouveau chef de l'État.
Le second tour voit s'affronter George Simion, candidat d'extrême droite soutien de Călin Georgescu, et le maire libéral de Bucarest, Nicușor Dan. Il s’agit d’une défaite pour les partis traditionnels roumains, le candidat de la coalition gouvernementale, Crin Antonescu (20,7 %), ne parvenant pas à se qualifier pour le second tour.
Nicușor Dan l'emporte avec 53,60 % des suffrages exprimés. George Simion revendique un temps la victoire en dénonçant de supposées fraudes, avant de reconnaître finalement sa défaite dans la nuit.

## Contexte

### Fonction présidentielle
La Constitution roumaine de 1991 donne à son président une place essentielle dans le cadre d'un régime semi-présidentiel.
Élu au suffrage universel direct dans un scrutin uninominal majoritaire à deux tours, il nomme aux fonctions civiles et militaires, est le chef des armées et le représentant de la Roumanie à l'international, désigne le Premier ministre, peut dissoudre la Chambre des députés, qui en retour ne peut, si elle veut le destituer, que provoquer un référendum (ce qui a été tenté deux fois contre Traian Băsescu mais a échoué). Le Parlement (Chambre des députés et Sénat) peut également l'accuser de haute trahison et le faire renvoyer devant la Haute cour de cassation et de justice.

### Invalidation du scrutin précédent
|  |

À partir du 25 novembre, des milliers de personnes manifestent dans les rues contre Călin Georgescu, arrivé en tête de l'élection présidentielle roumaine de 2024 devant Elena Lasconi. Le 26, le Conseil national de l'audiovisuel de la Roumanie demande à la Commission européenne d'ouvrir une enquête sur des soupçons d'utilisation inappropriée de TikTok pour promouvoir la candidature de Georgescu. Pour sa part, Lasconi, qui a été la cible de faux comptes publiant sous ses publications des appels à voter pour son concurrent, saisit six institutions étatiques dont la justice et les services de renseignement, qu'elle appelle à enquêter sur la campagne de Georgescu. La viralité acquise par les publications de Georgescu ne serait pas possible sans argent selon des experts, alors que la loi fixe un plafond à ne pas dépasser, et que Georgescu affirme ne pas avoir dépensé d'argent. En réaction, TikTok affirme être « extrêmement vigilant » face aux manipulations du réseau social pour des raisons politiques. Le 27 novembre, la commission électorale (AEP) annonce saisir le procureur au sujet de l'origine des fonds ayant servi à promouvoir la candidature de Georgescu sur TikTok . Elle appelle aussi à vérifier si les comptes d'influenceurs ont reçu des fonds de comptes de campagne de candidats, et à enquêter sur les affiches de campagnes placardées qui ne contiennent pas l'identification de leurs commanditaires. De leur côté, deux influenceurs admettent avoir été payés. L'un d'eux affirme cependant que le but était d'appeler à voter lors du scrutin sans soutenir de candidat, et de décrire le candidat idéal, puis que de faux comptes sont venus poster des appels à voter pour Georgescu sous ces publications.
Le Conseil suprême de la défense nationale (CSAT) se réunit le 28 novembre. Celui-ci dénonce une cyberattaque contre le processus électoral et réclame des « mesures urgentes ». Peu avant, la Cour constitutionnelle est saisie de deux demandes d'annulation du premier tour émanant de deux candidats. Le recours de Sebastian Constantin Popescu dénonce le financement de la campagne de Georgescu. Celui de l'homme politique d'extrême droite Cristian Terheș dénonce les appels à voter de l'USR en faveur de Lasconi, après la clôture de la campagne officielle, notamment en direction des électeurs de la diaspora au Canada et aux États-Unis, où le vote avait encore lieu après la clôture des bureaux de vote en Roumanie, ainsi que la faible différence de voix entre Ciolacu et Lasconi. Il soupçonne aussi la comptabilisation de voix d'Orban en faveur de Lasconi. Il dénonce également l'usage de bots pour promouvoir la candidature de Georgescu le jour du vote. La Cour constitutionnelle rejette la première car déposée hors délais, et ajourne le traitement de la seconde au lendemain tout en réclamant des documents au CSAT. En attendant, la Cour ordonne le recomptage de l'ensemble des suffrages,. La commission électorale annonce que le recomptage sera achevé le 1er décembre. Pour sa part, s'il soutient la demande de recomptage, Ciolacu annonce que s'il est repêché, il se retirera de la présidentielle. Le jour même, l'autorité de régulation du secteur des médias et du numérique (Ancom) propose le blocage de TikTok durant le déroulement de l'enquête,. Le 29 novembre, la Cour constitutionnelle ajourne l'audience au 2 décembre. Le recours est alors rejeté.
Selon une enquête d'Antena 3 CNN, réalisée par la journaliste d'investigation Carmina Pricopie, l'équipe de campagne de Georgescu a commencé à se réunir dès 2023 sur Telegram, puis 5 000 comptes de soutien à Georgescu ont été créés par une entreprise qui a ensuite disparu.
Marcel Ciolacu se montre favorable à un gouvernement du PSD avec le PNL et l'USR, les instances de son parti indiquant cependant que celui-ci n'annoncera le nom du candidat qu'il soutiendra qu'à l'issue des législatives. Celles-ci devraient profiter à l'USR et à l'extrême droite. Le 2 décembre, le PSD ne donne initialement pas de consigne de vote.
Le 4 décembre, avec l'accord du président Klaus Iohannis, le CSAT déclassifie des documents qui montrent l'implication de la Russie dans une manipulation du scrutin en faveur de Georgescu. Ainsi, deux semaines avant le scrutin, 25 000 comptes TikTok, difficiles à identifier, ont participé à cette campagne. Leurs utilisateurs se sont coordonnés sur Discord et Telegram pour échapper aux politiques de modération de la plateforme. De plus, la société sud-africaine FA Agency a incité des influenceurs à faire campagne pour Georgescu, et ont été payés, notamment par l'influenceur Bogpr, qui a déboursé un million d'euros. Par ailleurs, des cas d'achats de voix sont aussi à relever, ainsi que des attaques informatiques semblables à celles peu avant l'invasion de l'Ukraine par la Russie. Aussi, des sectes d'extrême droite, criminelles et religieuses, qui ont par le passé propagé des discours pro-russes, antisémites, anti-OTAN ou anti-Ukraine, ont également participé à la campagne,. Le ministère roumain des Affaires étrangères a également informé les autres chancelleries occidentales. Le parquet général dit examiner ces éléments, avant d'ouvrir une enquête le lendemain. Le jour même, le PSD, l'UDMR, le PNL et l'USR annoncent la signature d'un accord de coalition pour former le prochain gouvernement et pour soutenir la candidature d'Elena Lasconi au second tour. Ciolacu soutient lui-même la candidate et affirme que cette décision fait suite aux révélations de la journée.
Le 5 décembre, la Cour constitutionnelle reçoit quatre recours en annulation du scrutin. Elle annule le scrutin le 6 décembre,. Georgescu était alors favori du second tour selon des sondages,.
Parmi les candidats, seul le battu Marcel Ciolacu a salué la « seule bonne solution » face à un résultat « faussé par l’intervention de la Russie ». Călin Georgescu dénonce un coup d'État et appelle à rester confiant, tandis que Elena Lasconi condamne la décision de la Cour, affirmant qu’elle était « illégale, immorale et qu’elle écrase l’essence même de la démocratie ».
Selon le politologue Costin Ciobanu, cette annulation « historique et sans précédent » va « polariser » encore plus la société et « soulève de sérieuses questions sur la solidité des institutions », alors que l’analyste Cristian Pirvulescu indique à l’AFP que la cour a pris « une décision de bon sens » face à « un coup d'État dans les urnes ».

### GouvernementCiolacuII

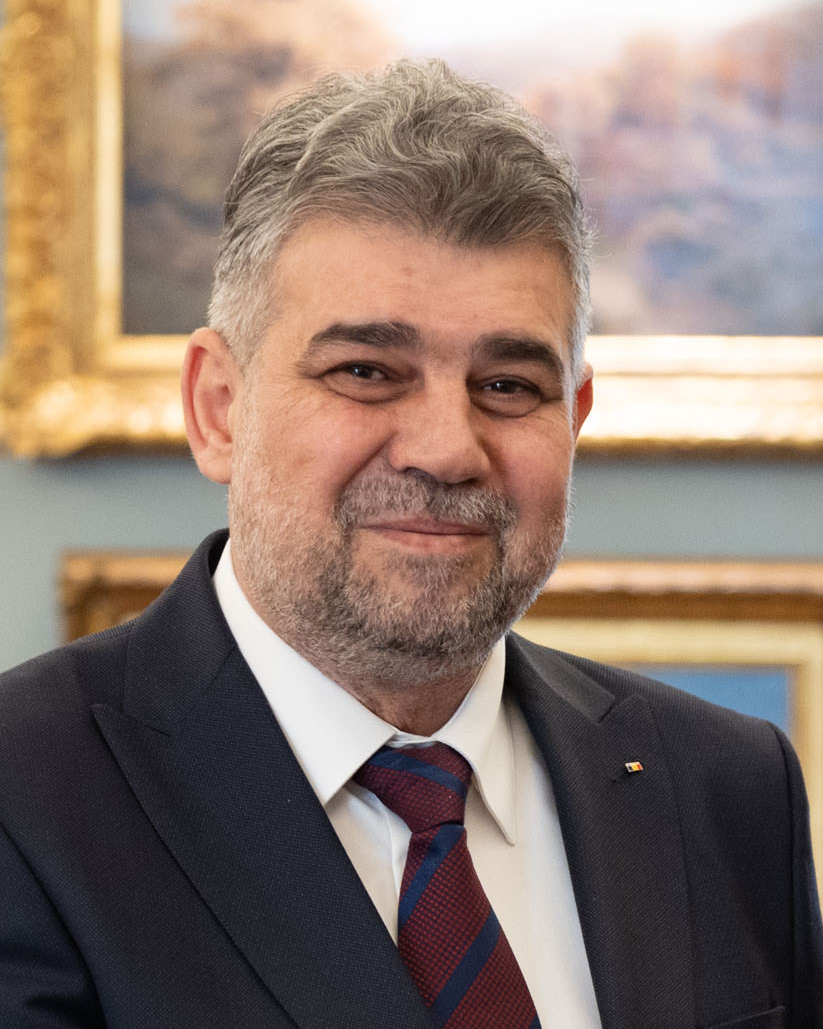
Marcel Ciolacu en 2023.

Bien qu'en net recul, le PSD arrive en tête des élections parlementaires roumaines de 2024 et obtient 22 % des voix. L'AUR, arrivée seconde, obtient 18 % des voix. Avec deux autres partis d'extrême droite, le bloc nationaliste est le premier bloc du pays, et totalise 32 % des voix, triplant le seul score de l'AUR en 2020. On pense initialement que le choix du Premier ministre dépendra des résultats de la présidentielle.
Le 4 décembre, le PSD, l'UDMR, le PNL et l'USR annoncent la signature d'un accord de coalition pour former le prochain gouvernement et pour soutenir la candidature d'Elena Lasconi au second tour. Ciolacu soutient lui-même la candidate et affirme que cette décision fait suite aux révélations sur l'interférence russe sur le scrutin via TikTok.
Les négociations se poursuivent, mais s'enlisent, l'USR hésitant à entrer au gouvernement. Face aux désaccords, Ciolacu annonce le 19 décembre que son parti n'entrera pas au gouvernement, mais qu'il votera en faveur de la confiance à un gouvernement PNL-USR. Lasconi s'oppose alors à un tel gouvernement, préférant former une coalition avec le PSD. Le président Iohannis s'oppose lui-même à un gouvernement minoritaire.
Les négociations reprennent le 20 décembre, aboutissant le 22 décembre, avant la signature d'un accord le lendemain. Pour sa part, l'USR décide d'être dans l'opposition. Le 24 décembre, le nouveau gouvernement est investi avec 240, soit six de plus que les 234 requises.

### Démission de Klaus Iohannis
|  |

Confronté à une procédure de destitution soutenue par le bloc d'extrême droite composé de l'Alliance pour l'unité des Roumains (AUR), de S.O.S. Roumanie (SOS), et du Parti de la jeunesse (POT), ainsi que par l'Union sauvez la Roumanie (USR), le président de la Roumanie, Klaus Iohannis, annonce le 10 février 2025 qu'il démissionnera le 12 février 2025 « afin d'épargner à la Roumanie et aux citoyens roumains une crise ». La motion était alors en mesure d'être adoptée par le ralliement de quelques parlementaires du bloc pro-européen,. Celle-ci a par ailleurs abouti à la troisième tentative, après avoir obtenu le ralliement de l'USR.
Jusqu'à l'élection de mai, c'est alors le président du Sénat, Ilie Bolojan, qui assure l'intérim.

### Invalidation de la candidature de Călin Georgescu
Le 9 mars 2025, la commission électorale roumaine rejette la candidature de Călin Georgescu à l’élection présidentielle pour avoir enfreint « les règles démocratiques d’un suffrage honnête et impartial » lors du scrutin annulé de 2024. Georgescu dénonce sur X « un coup direct porté à la démocratie dans le monde ». Il fait appel du rejet de sa candidature auprès de la Cour constitutionnelle. Cette dernière rejette son recours le 11 mars, confirmant l'inéligibilité causée par sa fausse déclaration du financement de sa campagne de 2024.

## Mode de scrutin
Le président de la Roumanie est élu au scrutin uninominal majoritaire à deux tours pour un mandat de cinq ans renouvelable une seule fois. Est élu le candidat qui réunit la majorité absolue des suffrages du total des électeurs inscrits sur les listes électorales. À défaut, un second tour est organisé entre les deux candidats arrivés en tête, et celui recueillant le plus de suffrages est déclaré élu,.
Les résultats sont validés par la Cour constitutionnelle. Le président élu prête ensuite serment devant la Chambre des députés et le Sénat, réunis en séance commune.

## Candidatures

### Officielles
| Candidat (nom et âge) et parti/mouvement politique | Candidat (nom et âge) et parti/mouvement politique | Candidat (nom et âge) et parti/mouvement politique | Principale(s) fonction(s) politique(s) lors de la campagne                                                               | Campagne, slogan(s) et consigne de vote      |
| -------------------------------------------------- | -------------------------------------------------- | -------------------------------------------------- | --- | -------------------------------------------- |
| Crin Antonescu (65 ans) Indépendant puis A.RO      |                                                    |                                                    | Président du Sénat (2012-2014) Sénateur (2008-2016) Ministre de la Jeunesse et des Sports (1997-2000) Député (1992-2008) | România, Înainte! Roumanie, en avant!        |
| Nicușor Dan (55 ans) Indépendant                   |                                                    |                                                    | Maire de Bucarest (depuis 2020)                                                                                          | România Onestă Roumanie honnête              |
| Victor Ponta (52 ans) Indépendant                  |                                                    |                                                    | Premier ministre (2012-2015) Député (2004-2020 ; depuis 2024)                                                            | România pe primul loc! La Roumanie d'abord ! |
| Elena Lasconi (52 ans) USR                         |                                                    |                                                    | Maire de Câmpulung (depuis 2020)                                                                                         |                                              |
| Cristian Terheș (46 ans) PNCR                      |                                                    |                                                    | Député européen (depuis 2019)                                                                                            |                                              |
| Lavinia Șandru (50 ans) PUSL                       |                                                    |                                                    | Députée (2005-2008) |                                              |
| George Simion (38 ans) AUR                         |                                                    |                                                    | Député (depuis 2020) | Democratie Démocratie                        |
| John Ion Banu (64 ans) Indépendant                 |                                                    |                                                    | |                                              |
| Silviu Predoiu PLAN                                |                                                    |                                                    | Chef du Serviciul de Informații Externe (2006-2007)                                                                      |                                              |
| Daniel Funeriu (54 ans) Indépendant                | Daniel Funeriu                                     |                                                    | Député européen (2008-2009) Ministre de l'Éducation (2009-2012)                                                          |                                              |
| Sebastian-Constantin Popescu PNR                   |                                                    |                                                    | |                                              |

### Retirée
| Candidat                  | Candidat | Fonctions             | Logo de campagne | Parti |
| ------------------------- | -------- | --------------------- | ---------------- | ----- |
| Anamaria Gavrilă (41 ans) |          | Députée (depuis 2020) |                  | POT   |

## Campagne

### Crin Antonescu
Crin Antonescu, initialement candidat indépendant, il est désigné le 24 décembre 2024 comme candidat commun des principaux partis traditionnels roumains (Parti national libéral, Parti social-démocrate, Union démocrate magyare de Roumanie). Ces partis se rassemblent, le 19 février 2025, sous la bannière de l'« Alliance électorale Roumanie en avant » (A.RO) pour présenter un candidat commun face à la montée du populisme et de l'extrême droite  et sont rejoint ensuite par la plupart des partis des minorités ethniques de Roumanie. Lors de la campagne, Antonescu met en avant son expérience politique et son engagement pro-européen.
Le 8 avril, le président de l'UDMR, Hunor Kelemen déclare que s'il ne remporte pas les élections, il y aurait un changement de gouvernement.

### Nicușor Dan
Nicușor Dan, le maire de Bucarest, se présente comme indépendant, il bénéficie du soutien d'une large coalition de droite et du centre-droit, composée notamment de l’Union sauvez la Roumanie, du Parti mouvement populaire, du Parti vert, de la Force de droite, de Renouvelons le projet européen en Roumanie et d’autres formations minoritaires. Il axe sa campagne sur la poursuite de son combat contre la corruption et en faveur d’une réforme de l’administration publique. Il promeut la transparence institutionnelle, le renforcement de l’État de droit. Il critique le fonctionnement opaque de certains services et appelle à un contrôle renforcé sur ces institutions. Dan souhaite s’attaquer aux causes structurelles de la colère sociale : la corruption, les défaillances administratives et la mauvaise utilisation des fonds publics. Sur le plan international, il adopte une ligne clairement pro-occidentale et pro-européenne, s'engageant à soutenir l'Ukraine contre la Russie et à préserver les alliances occidentales de la Roumanie.

### Victor Ponta
Victor Ponta, ancien Premier ministre socialiste de 2012 à 2015, devenu depuis un candidat anti-système. Il se présente comme Indépendant, il est soutenu par des partis politiques diversifiés du centre gauche à l'extrême droite comme le Parti écologiste roumain, Pro Romania, Parti de la Grande Roumanie et Union nationale pour le progrès de la Roumanie. Sa campagne est marquée par une ligne souverainiste modérée visant à rassembler un électorat large, entre son ancien parti le Parti social-démocrate et l’Alliance pour l'unité des Roumains en passant par le Parti national libéral.

### George Simion
Le 9 avril, Claudiu Târziu, cofondateur de l’AUR, annonce sa démission du parti en déclarant qu’il considère George Simion comme un dictateur au sein de l’AUR, qu’il ne le considère pas comme un bon chef de parti et qu’il ne le voit pas comme un bon président pour la Roumanie,.
George Simion se positionne sur un axe nationaliste, eurosceptique et conservateur.

### Elena Lasconi
Le 10 avril 2025, Elena Lasconi, candidate de l'Union sauvez la Roumanie lors du précédent scrutin, perd le soutien de son parti au profit de Nicușor Dan. Lasconi refuse cependant de se retirer et menace de porter l’affaire en justice. Le 12 avril, le Bureau central qui surveille les élections déclare dans un communiqué que tant que le parti USR a un candidat participant au premier tour de scrutin, ce parti politique ne peut mener une campagne électorale pour un autre candidat participant au même processus électoral.

## Sondages

### Second tour

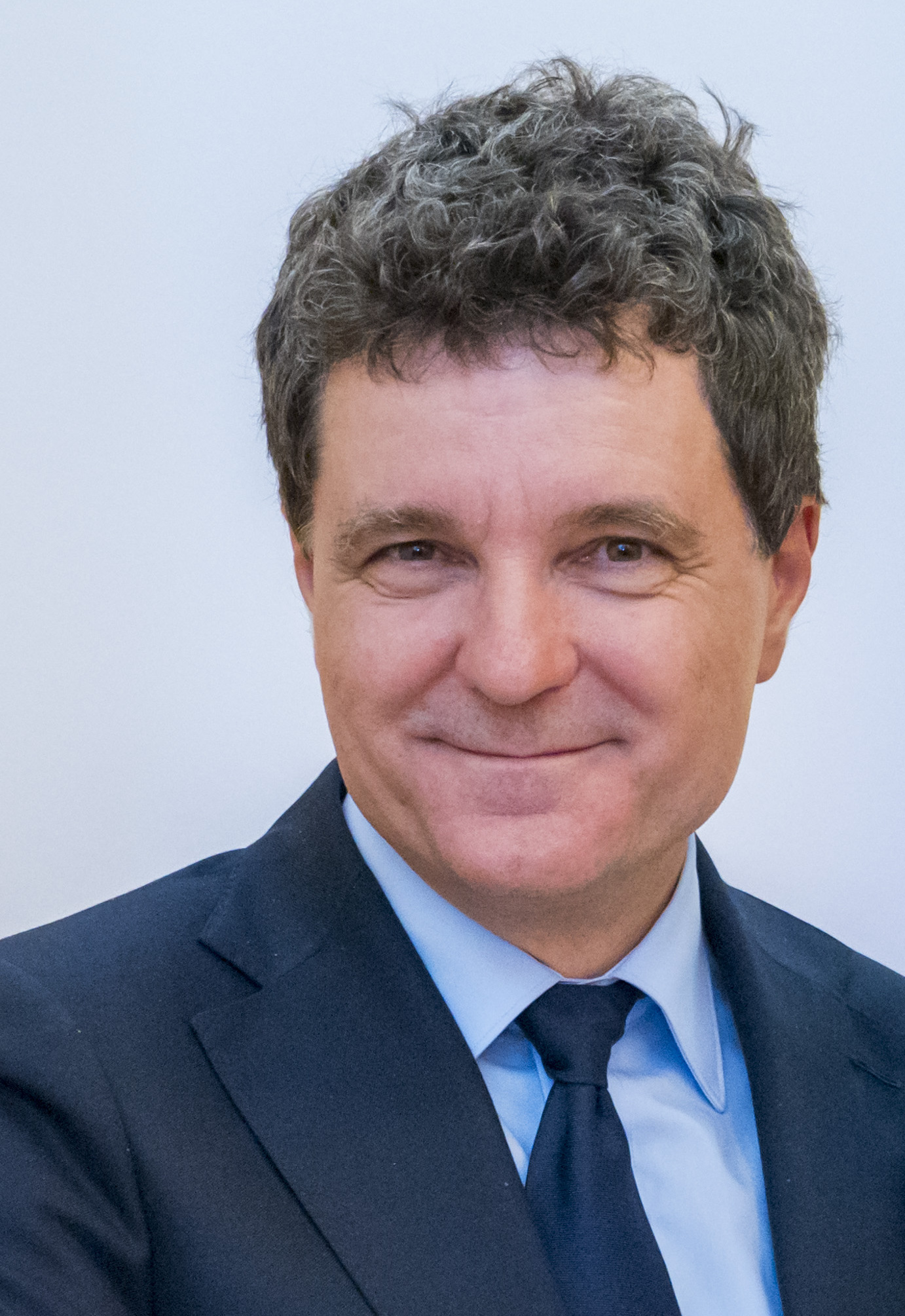
Nicușor Dan

| Sondage                                | Date           | Échantillon | Nicușor Dan (Indépendant) | George Simion (AUR) | Indécis ou abstention |
| -------------------------------------- | -------------- | ----------- | ------------------------- | ------------------- | --------------------- |
| Sondage                                | Date           | Échantillon |                           |                     | Indécis ou abstention |
| AtlasIntel                             | 13–15 mai 2025 | 5 628       | 48,7 %                    | 47,8 %              | 3,5 %                 |
| IRSOP                                  | 10–13 mai 2025 | 951         | 52 %                      | 48 %                | —                     |
| Sociopol                               | 10-12 mai 2025 | 1 024       | 47 %                      | 53 %                | —                     |
| AtlasIntel                             | 9–12 mai 2025  | 3 995       | 48,2 %                    | 48,2 %              | 3,6 %                 |
| MKOR                                   | 8–14 mai 2025  | 3 357       | 34,2 %                    | 32 %                | 33,8 %                |
| CURS                                   | 8–11 mai 2025  | 3 042       | 48 %                      | 52 %                | —                     |
| Verifield                              | 6 mai 2025     | 944         | 45,2 %                    | 54,8 %              | —                     |
| Résultats du premier tour (4 mai 2025) |                |             |                           |                     |                       |

## Résultats

### Résultats globaux
| Candidats                | Candidats                | Partis                   | Premier tour | Premier tour | Second tour | Second tour |
| Candidats                | Candidats                | Partis                   | Voix         | %            | Voix        | %           |
| ------------------------ | ------------------------ | ------------------------ | ------------ | ------------ | ----------- | ----------- |
|                          | George Simion            | AUR                      | 3 862 761    | 40,96        | 5 339 053   | 46,40       |
|                          | Nicușor Dan              | Indépendant              | 1 979 767    | 20,99        | 6 168 642   | 53,60       |
|                          | Crin Antonescu           | A.RO                     | 1 892 930    | 20,07        |             |             |
|                          | Victor Ponta             | Indépendant              | 1 230 164    | 13,04        |             |             |
|                          | Elena Lasconi            | USR                      | 252 721      | 2,68         |             |             |
|                          | Lavinia Sandru           | PUSL                     | 60 682       | 0,64         |             |             |
|                          | Daniel Funeriu           | Indépendant              | 49 604       | 0,53         |             |             |
|                          | Cristian Terheș          | PNCR                     | 36 445       | 0,39         |             |             |
|                          | Sebastian Popescu        | PNR                      | 25 994       | 0,28         |             |             |
|                          | John Ion Banu            | Indépendant              | 22 020       | 0,23         |             |             |
|                          | Silviu Predoiu           | PLAN                     | 17 186       | 0,18         |             |             |
|                          |                          |                          |              |              |             |             |
| Votes valides            | Votes valides            | Votes valides            | 9 430 274    | 98,52        | 11 507 695  | 98,85       |
| Votes blancs et nuls     | Votes blancs et nuls     | Votes blancs et nuls     | 141 466      | 1,48         | 134 171     | 1,15        |
| Total                    | Total                    | Total                    | 9 571 740    | 100          | 11 641 866  | 100         |
| Abstention               | Abstention               | Abstention               | 8 416 291    | 46,79        | 6 346 352   | 35,28       |
| Inscrits / participation | Inscrits / participation | Inscrits / participation | 17 988 031   | 53,21        | 17 988 218  | 64,72       |

### Représentation géographique des résultats

Résultats du 1er tour par județe.
Résultats du 1er tour par communes.

Résultats du 2d tour par județe.
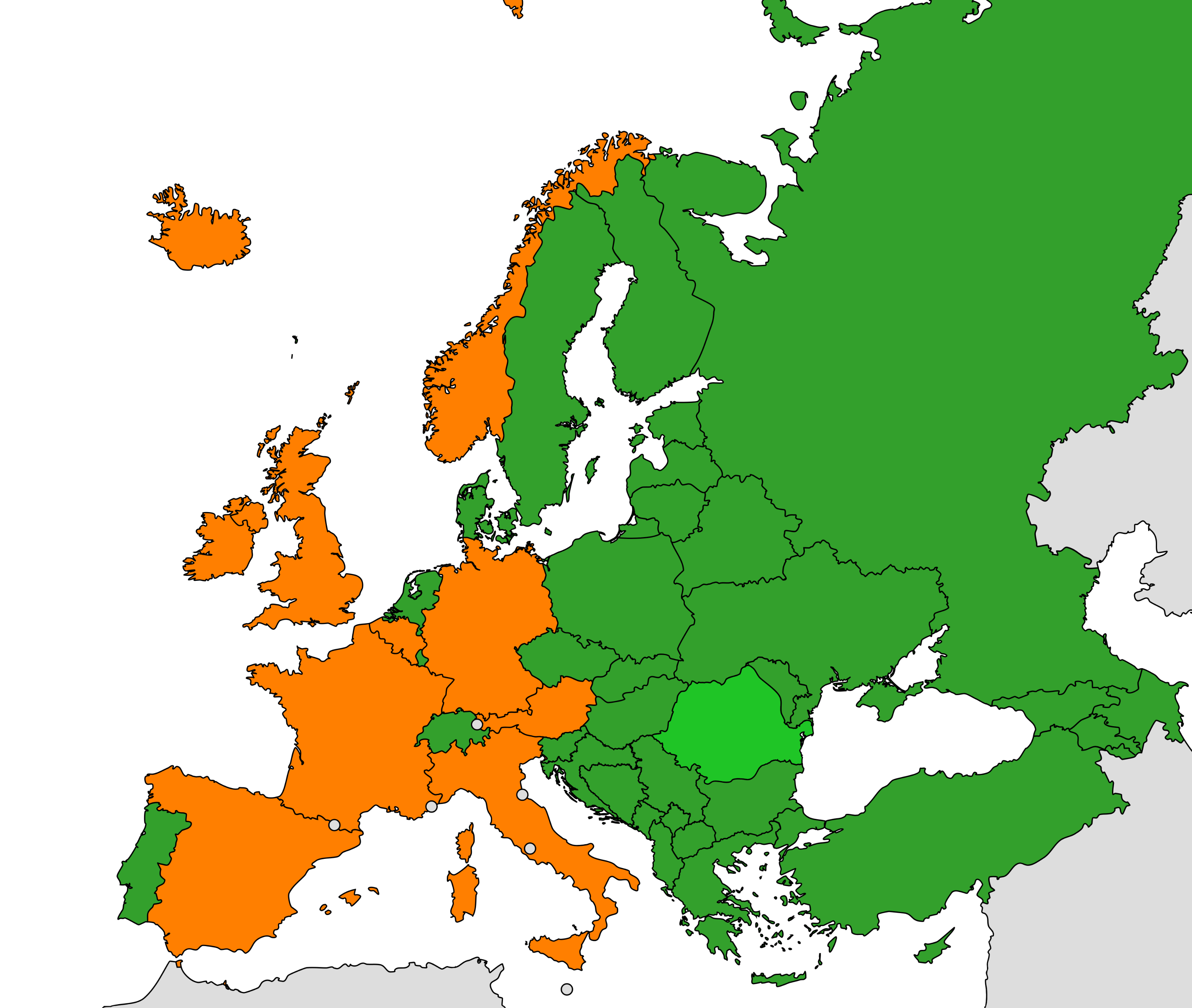
Votes des citoyens roumains dans les pays d'Europe : en vert, majorité pour Nicușor Dan. En orange, majorité pour George Simion.

## Analyse et conséquences

### Premier tour

Résumé graphique des sondages d'opinion pour le premier tour :Légende :
George Simion, Nicușor Dan, Crin Antonescu, Victor Ponta, Elena Lasconi, Lavinia Șandru, Daniel Funeriu, Cristian Terheș,, Călin Georgescu,, Diana Șoșoacă, Autres.

Il s’agit d’une défaite pour les partis traditionnels roumains. Crin Antonescu (20,7 %), candidat de la coalition gouvernementale, ne parvient pas à se qualifier pour le second tour. Il s’agit de la deuxième fois depuis la chute du régime de Ceausescu qu’aucun de ces partis n’accède au second tour de l’élection présidentielle, la première étant les élections annulées de 2024.

### Entre-deux-tours

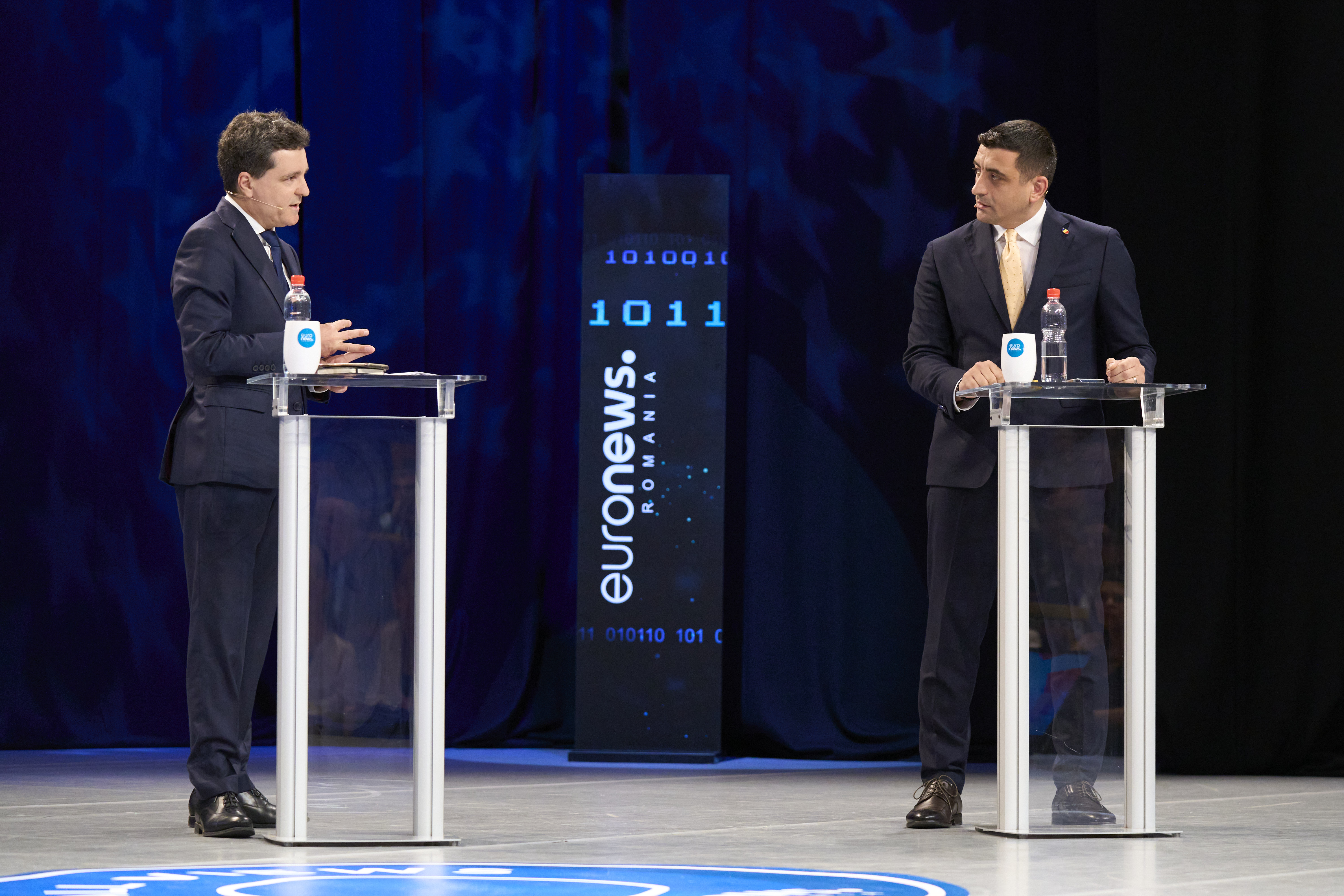
George Simion et Nicușor Dan lors d'un débat télévisé le 8 mai

Deux partis membres de l’Alliance électorale Roumanie en avant ayant soutenu Crin Antonescu, le Parti national libéral et l’Union démocrate magyare de Roumanie, choisissent de soutenir Nicușor Dan au second tour, considérant ce dernier comme le garant de la continuité démocratique et pro-européenne de la Roumanie,. En revanche, le Parti social-démocrate choisit de ne donner aucune consigne de vote, le Premier ministre roumain et président du PSD, Marcel Ciolacu déclare : « J'ai pris la décision de ne soutenir publiquement aucun des candidats. Chaque sympathisant votera selon sa conscience ». De plus Marcel Ciolacu, présente sa démission de son poste de Premier ministre à la suite de la décision du PSD de rompre la nouvelles coalition gouvernementale PSD-PNL-UDMR-Minorités. C'est aussi la fin de l’Alliance électorale Roumanie en avant. Quant à Crin Antonescu, il ne donne aussi aucune consigne de vote.
Le 5 mai, Victor Ponta, candidat indépendant arrivé quatrième, affirme dans une vidéo sur TikTok qu'il soutient George Simion au second tour.
Le candidat social-libéral Sebastian Popescu du PLAN ayant fait 0,28 % dépose une demande d'annulation des élections, invoquant des motifs de violation des principes démocratiques et d'influence des électeurs. Selon l'Autorité électorale permanente, les observateurs internationaux ont déclaré que les élections se sont déroulées dans un climat d'équité, d'intégrité et de transparence.
La campagne de Simion, qui promet de mettre fin à l'aide à l'Ukraine, pâtit de faux-pas. En effet, celui-ci se distingue par son absence à certains débat, ainsi que par son agressivité. Il suscite notamment une controverse en qualifiant son adversaire d'« autiste ».

### Second tour

#### Déroulement
Le second tour est marqué par une forte participation, avec 65 % contre 53 % au premier tour. À la clôture du scrutin, après la sortie des premiers sondages et résultats, les deux candidats revendiquent la victoire. George Simion invoque ensuite des « fraudes » et déclare sur X être le nouveau président. Nicușor Dan l'emporte en réalité avec 53,60 % des voix. Il est félicité dans la foulée par de nombreux dirigeants européens. Pour sa part, Marius Lulea, vice-président de l'AUR, reconnaît la défaite de Simion. Dans la nuit George Simion poste une vidéo sur les réseaux sociaux où il reconnait à son tour sa défaite électorale.

#### Accusations d'ingérence de la France
Le 18 mai 2025, jour du second tour, le directeur de la DGSE Nicolas Lerner  se retrouve au centre d'une controverse à la suite de la publication  d'une série de messages sur X par Pavel Dourov, le fondateur de Telegram. Sans présenter de preuves,, Pavel Dourov accuse le directeur de la DGSE d'avoir exercé en vain des pressions lors d'une rencontre à l'hôtel de Crillon pour que Telegram « censure » les opposants conservateurs roumains. L'allégation est démentie par le ministère des affaires étrangères français, puis par la Roumanie qui dénonce une « campagne virale de fausses informations » qu'elle attribue à la Russie. L'existence de rencontres avec Pavel Dourov est cependant corroborée par la DGSE, qui conteste avant tout la teneur des échanges. Selon le journaliste d'investigation Christo Grozev, les allégations du fondateur de Telegram ont  déclenché une « vague de désinformation en ligne ».
Après avoir félicité son rival, George Simion dépose dans les jours suivant le scrutin un recours auprès de la Cour constitutionnelle afin de faire annuler l’élection présidentielle pour de prétendues « ingérences extérieures » de la France et de la Moldavie. Le recours est rejeté le 22 mai.
Le 23 mai 2025, le journaliste roumain Marius Tucă affirme dans un article que Nicolas Lerner se trouvait en Roumanie deux jours avant le second tour de l'élection présidentielle. Le 26 mai, le parti AUR accuse à son tour le directeur de la DGSE de s'être rendu « discrètement » en Roumanie, critiquant une « ingérence » de la France. Le lendemain, lors d'une intervention en visioconférence à l'Oslo Freedom Forum, l'allégation est mentionnée par Pavel Dourov qui affirme que Nicolas Lerner « se trouvait être en Roumanie deux jours avant l’élection ». La fausse information, est démentie par le SIE, qui dénonce des « tentatives de manipulation et de désinformation », puis par la DGSE.

#### Analyse
Malgré des sondages assez serrés et un « manque de charisme » comparé à son adversaire, Nicușor Dan l'emporte avec une confortable avance de 53 %. Le candidat de l'Alliance pour l'unité des Roumains (AUR) aurait bénéficié au second tour d'une hausse de la participation, qui passe ainsi de 53 % au premier tour à 64 % au second. La mobilisation de l'électorat aurait ainsi davantage profité à Nicușor Dan, qui réalise ses meilleures performances auprès des électeurs urbanisés, des femmes ainsi que des minorités ethniques,.
Nicușor Dan réalise en effet d'excellents résultats auprès des Hongrois de Roumanie. Représentent environ 5,5 % de la population, ces derniers votent massivement pour Dan malgré le soutien du Premier ministre hongrois Viktor Orbán à George Simion. Dans le județ de Harghita, où 85 % des habitants sont d'origine hongroise, Dan obtient ainsi 91 % des suffrages, son meilleur résultats de tout le pays. Le sociologue hongrois Nándor Magyari estime que la minorité hongroise lui a apporté entre 550 000 et 600 000 voix. Parallèlement, les citoyens moldaves détenteurs de la double nationalité moldave-roumaine ont également soutenu massivement Dan, lui accordant environ 135 000 voix en Moldavie, soit 88 % des suffrages exprimés dans le pays. Ces deux groupes auraient ainsi fourni une contribution importante à la marge de victoire de 830 000 voix de Dan,.
Nicușor Dan est officiellement investi dans sa fonction le 26 mai 2025, succédant à Ilie Bolojan, qui assure alors l'intérim de la présidence.